# Recorded Live at a Sloan Party
Albums de Sloan
One Chord to Another
(1996) Navy Blues
(1998)
Recorded Live at a Sloan Party ! est un album du groupe canadien Sloan seulement paru aux États-Unis en tant que cd bonus de l'album One Chord to Another en 1997.
Bien qu'intitulé Live... et que les bruitages sonores entre les chansons laissent songer que ces chansons ont bien été enregistrées pendant une fête organisée par le groupe et ses amis, les quatre membres du groupe ont par la suite reconnu qu'il s'agissait en fait d'enregistrements studio.
Les bruitages ont été rajoutés par la suite entre les morceaux.

## Titres
1. Let's Get the Party Started – 2:28
2. I Can Feel It - 3:54 (from Twice Removed)
3. Dignified and Old - 3::12 (originally by The Modern Lovers)
4. Glitter and Gold - 3:02 (originally by The Everly Brothers and later The Turtles)
5. Over You - 3:20 (originally by Roxy Music)
6. I Am the Cancer - 3:22 (from Smeared)
7. I Can't Let Go - 2:35 (originally by The Hollies)
8. Stood Up - 3:28 (originally by Matthew Grimson)
9. On the Road Again/Transona Five - 4:42 (originally by Canned Heat/Stereolab)
10. I Wouldn't Want to Lose Your Love - 5:45 (originally by April Wine)

- Le titre 8 est une chanson différente du titre paru en single en 1996.

## Anecdote
L'idée n'était pas nouvelle puisque le groupe s'est inspiré de l'album des Beach Boys de 1965 Beach Boys' Party !.